# هولگر سیبک
هولگر سیبک (دانمارکی: Holger Seebach; ۱۷ مارس ۱۹۲۲ – ۳۰ اوت ۲۰۱۱) بازیکن فوتبال اهل دانمارک بود.
وی همچنین در تیم ملی فوتبال دانمارک بازی کرده‌است.
وی در مسابقات کشوری و بین‌المللی در مجموع برندهٔ ۱ مدال برنز شده‌است.